# Грозбек (Охајо)
Грозбек (енгл. Groesbeck) насељено је место без административног статуса у америчкој савезној држави Охајо.

## Демографија
По попису из 2010. године број становника је 6.788, што је 414 (-5,7%) становника мање него 2000. године.
| Група             | 2000.         | 2010.         |
| Белци             | 6.607 (91,7%) | 5.681 (83,7%) |
| Афроамериканци    | 408 (5,7%)    | 796 (11,7%)   |
| Азијати           | 48 (0,7%)     | 46 (0,7%)     |
| Хиспаноамериканци | 43 (0,6%)     | 98 (1,4%)     |
| Укупно            | 7.202         | 6.788         |